# Мухсін Мусабах
Мухсін Мусабах Фарадж Файруз (араб. حسن مصباح فرج‎, нар. 2 жовтня 1964, Шарджа) — еміратський футболіст, що грав на позиції воротаря за клуб «Шарджа», у складі якого — чотириразовий чемпіон ОАЕ і триразовий володар Кубка Президента ОАЕ. 
Був основним голкіпером національної збірної ОАЕ протягом 1990-х років, учасником трьох кубків Азії і чемпіонату світу 1990 року.

## Клубна кар'єра
У дорослому футболі дебютував 1984 року виступами за команду клубу «Шарджа» з рідного міста, кольори якої і захищав протягом усієї своєї кар'єри гравця, що тривала дев'ятнадцять років. 

## Виступи за збірну
1988 року дебютував в офіційних матчах у складі національної збірної ОАЕ. Протягом кар'єри у національній команді, яка тривала 12 років, провів у формі головної команди країни 105 матчів, пропустивши 123 голи.
У складі збірної був учасником кубка Азії 1988 року, чемпіонату світу 1990 року, кубка Азії 1992 року, а також домашнього кубка Азії 1996 року, де разом з командою здобув «срібло», і розіграшу Кубка конфедерацій 1997 року.

## Титули і досягнення
- Чемпіон ОАЕ (4):

«Шарджа»: 1986-1987, 1988-1989, 1993-1994, 1995-1996
- Володар Кубка Президента ОАЕ (3):

«Шарджа»: 1990-1991, 1994-1995, 1997-1998
- Срібний призер Кубка Азії: 1996